# Sphaerospira sardalabiata
Sphaerospira sardalabiata är en snäckart som först beskrevs av Cox 1871.  Sphaerospira sardalabiata ingår i släktet Sphaerospira och familjen Camaenidae. Inga underarter finns listade i Catalogue of Life.